# Adicella josephinae
Adicella josephinae är en nattsländeart som beskrevs av Gonzalez och Otero 1981. Adicella josephinae ingår i släktet Adicella och familjen långhornssländor. Inga underarter finns listade i Catalogue of Life.